# شتایننبرون
شتایننبرون (به آلمانی: Steinenbronn) یک شهر در آلمان است که در Böblingen واقع شده‌است. شتایننبرون ۶٬۰۳۴ نفر جمعیت دارد.

## خواهرخوانده
شهرهای Polla و Quinsac، برنزدورف (اوبرلاوزیتس)، لو روئولکس و Quinsac خواهرخوانده‌های شتایننبرون هستند.